# Myristinezuur
Myristinezuur is een verzadigd, lange-keten-vetzuur met veertien koolstofatomen (C14:0). De IUPAC-naam is tetradecaanzuur. De molecuulformule is CH3(CH2)12COOH. Een myristaat is een zout of ester van myristinezuur.
Myristinezuur is genoemd naar nootmuskaat (Myristica fragrans). Nootmuskaatboter bestaat voor 75% uit de triglyceride van myristinezuur. Naast de nootmuskaat wordt myristinezuur ook gevonden in palmolie, kokosolie, boter en spermacetine, het gekristalleerde deel van de olie van de potvis.
Myristinezuur verhoogt het cholesterolgehalte, maar verlaagt de cholesterol-HDL-cholesterolratio. Deze ratio is een sterkere aanwijzer in het risico op hart- en vaatzieken dan alleen het totaal cholesterolgehalte. Myristinezuur zit in harde margarines en vet vlees. Myristinezuur verhoogt tevens het biologisch actieve eicosapentaeenzuur (EPA) in weefsels.
De ester isopropylmyristaat wordt in cosmetica en huidzalven gebruikt waar een goede absorptie door de huid gewenst is.
Reductie van myristinezuur geeft myristyl alcohol.

## Referentie
- Merck Index, 11th Edition, 6246